# Христоф (граф Ольденбурга)
Христоф Ольденбургский (нем. Christoph von Oldenburg; ок. 1504 — 4 августа 1566, Растеде) — немецкий полководец, граф Ольденбурга с 1526 года. Участник «Графской распри» в Дании (1534—1536) и один из тех, благодаря кому она получила своё название.
Средний сын Иоганна V Ольденбургского и его жены Анны Ангальт-Цербстской. С раннего детства предназначался для духовной карьеры: с 1515 года домхерр в Бремене, с 1524 года — также и в Кёльне. С 1530 года евангелический пробст в Бремене.
После смерти отца (1526 год) унаследовал часть Ольденбургского графства. В 1529 году Христоф и его младший брат Антон (оба лютеране) изгнали из Ольденбурга своих братьев-католиков Иоганна VI и Георга и стали править не вчетвером, а вдвоём.
Их сестра Анна вышла замуж за правителя Восточной Фрисландии Энно II Цирксену, что улучшило отношения между двумя соседними княжествами.
В том же году Христоф добился своего избрания аббатом монастыря Растреде, после чего назначил монахам пенсию и объявил себя светским правителем аббатства.
На доходы от церковного имущества Христоф собрал вооружённый отряд и предложил свои услуги в качестве военачальника.
В 1533 году Христоф Ольденбургский предъявил права на датский трон от имени своего родственника Кристиана II, смещённого с престола за 10 лет до этого. Кристиан II объявил Христофа своим наместником.
В июне 1534 года войска Христофа Ольденбургского, набранные на деньги Любека и прибывшие на любекских кораблях, высадились в Дании. Поддержанные горожанами и крестьянами, они заняли Зеландию и Сконе.
Тем временем датское дворянство и духовенство избрало королём герцога Кристиана под именем Кристиана III.
В январе 1535 года шведский король Густав Ваза, союзник Кристиана III и противник Любека, нанёс сторонникам Кристиана II поражение при Хельсингборге, в июне 1535 года датские королевские войска под командованием Иоганна Ранцау одержали победу при Экснебьерге (на острове Фюн), в ходе войны также потерпел ряд поражений любекский флот.
Многие города, сначала поддержавшие Христофа, перешли на сторону Кристиана III. В июле 1535 года заключил сепаратный мир с Данией Любек.
Солдаты Христофа остались без жалованья, и 28 июля в Копенгагене он подписал капитуляцию и покинул страну.
Некоторое время он находился на службе у Бургундии. В 1538 году безуспешно пытался для своего брата Антона захватить Дельменхорст, принадлежавший епископу Мюнстера. Вторая такая попытка, предпринятая в 1547 году, принесла братьям победу в битве при Дракенбурге.
В 1552 году Христоф участвовал во Второй войне маркграфов на стороне Альбрехта Алкивиада Бранденбургского.
Христоф был женат на женщине, которая в его завещаниях 1560 и 1566 годах названа как Саломея. Законных детей он не имел. Ему наследовал брат — Антон I.